# تاول
تاول بسته‌ای پر از مایع بدن در قسمت بالایی پوست است که معمولاً به دلیل اصطکاک، سوختگی، یخ‌زدگی، عفونت یا قرار گرفتن در معرض مواد شیمیایی به وجود می‌آید. عموم تاول‌ها پر از مایع‌های شفاف مانند سرم خون و پلاسما هستند؛ با این حال تاول‌ها ممکن است از خون یا چرک نیز پر شوند.
برای درمان مناسب، تاول مگر در مواردی که از نظر پزشکی نیاز است نباید ترکانده شود. اگر تاول ترکیده شود پوست اضافه روی آن نباید کنده شود چراکه لایهٔ زیرین پوستی برای التیام به آن نیاز دارد.
تاول به‌طور شایعی در نتیجه اصطکاک ناشی از کفشی که اندازه پا نیست یا مالش جوراب بر روی پوست پا به وجود می‌آیند.
آبکیسه (به انگلیسی: bulla) نوعی ضایعه پوستی به شکل تاولی بزرگ حاوی مایع آبگون (serous fluid) یا آبگون چرکی (سروزی چرکی) است. این ضایعه طبق تعریف تاولی با بیش از یک سانتیمتر قطر می‌باشد.

## عوامل
تاول ممکن است در نتیجه آسیب دیدن پوست به خاطر اصطکاک و مالیدگی، گرما، سرما یا قرار گرفتن در معرض مواد شیمیایی به وجود بیاید. مایع بین قسمت بالایی پوست (اپیدرمیس) و قسمت پایینی پوست (درمیس) جمع می‌شود. این مایع لایه‌ای روی بافت زیرین ایجاد می‌کند تا از آن در برابر آسیب بیشتر محافظت کند.